# William Cabell Bruce

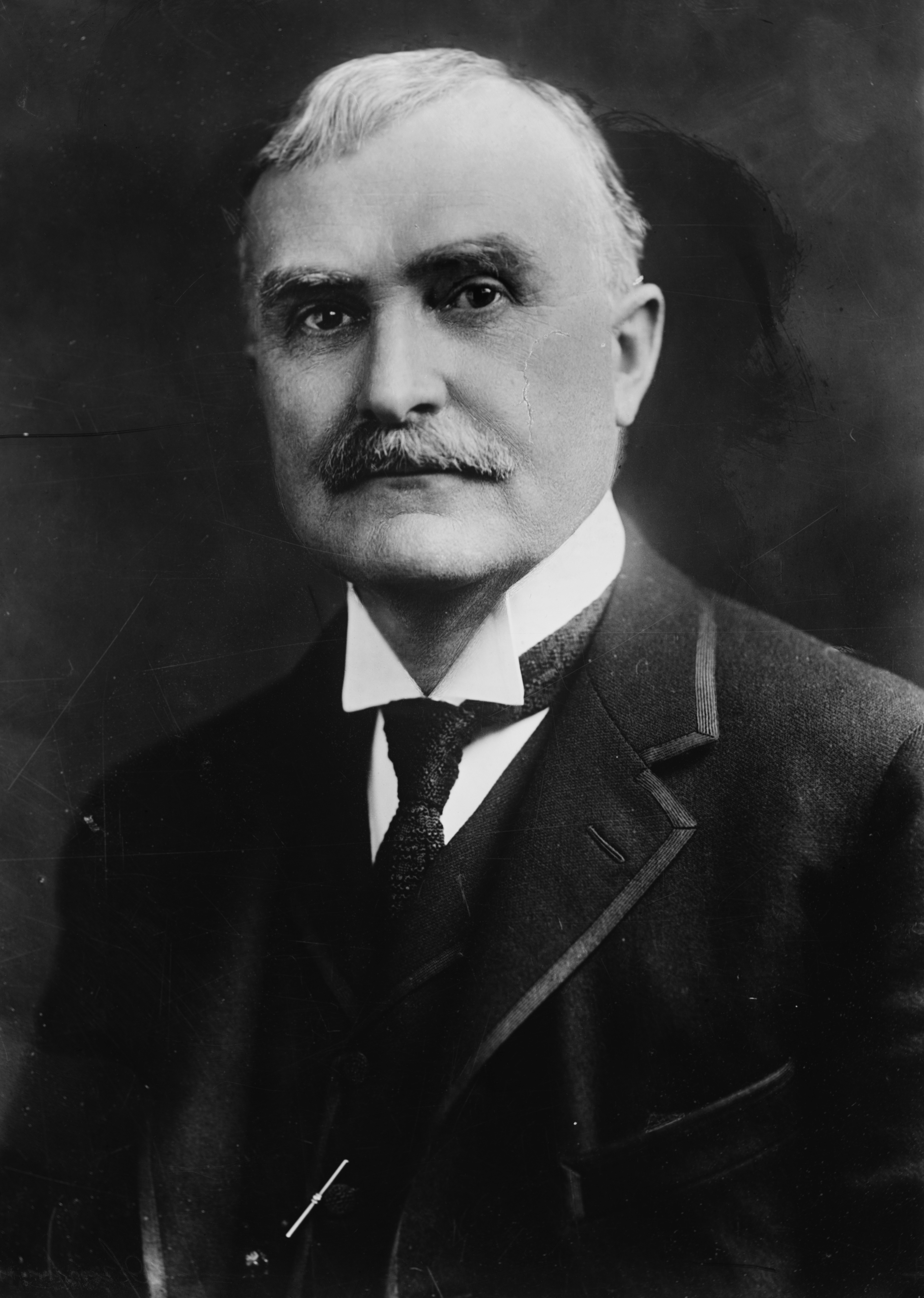
William Cabell Bruce

William Cabell Bruce (* 12. März 1860 in Staunton Hill, Charlotte County, Virginia; † 9. Mai 1946 in Ruxton, Maryland) war ein US-amerikanischer Politiker der Demokratischen Partei, der den Bundesstaat Maryland im US-Senat vertrat.
Der junge William Cabell Bruce erhielt seine Ausbildung an der High School in Norwood sowie am College des Nelson County. Später besuchte er die University of Virginia und graduierte schließlich 1882 an der Law School der University of Maryland. Er wurde danach in die Anwaltskammer aufgenommen und begann in Baltimore zu praktizieren.
Seine politische Laufbahn begann im Senat von Maryland, dem Bruce von 1894 bis 1896 angehörte; in seinem letzten Amtsjahr war er Präsident der Parlamentskammer. Von 1903 bis 1908 stand er dem Rechtsdezernat der Stadt Baltimore vor. Von 1910 bis 1922 war er oberster Rechtsberater der Kommission für den öffentlichen Dienst von Maryland. Er legte dieses Amt nieder, nachdem er in den US-Senat gewählt worden war. Sechs Jahre zuvor hatte er bereits einen vergeblichen Versuch unternommen, ein Mandat im Kongress zu erringen.
Bereits bei der nächsten Wahl unterlag er jedoch dem Republikaner Phillips Lee Goldsborough, sodass seine Zeit im Senat am 3. März 1929 endete. Er arbeitete danach wieder als Anwalt, bis er 1937 in den Ruhestand ging.
William Cabell Bruce war auch als Autor tätig. So verfasste er das Buch Benjamin Franklin, Self-Revealed, eine Biographie von Benjamin Franklin, für die er 1918 den Pulitzer-Preis in der Kategorie Autobiographie/Biographie erhielt.